# Lars Myrberg
Lars Mikael Myrberg (* 23. November 1964 in Stockholm) ist ein ehemaliger schwedischer Boxer im Halbweltergewicht und Bronzemedaillengewinner der Olympischen Spiele 1988.

## Boxkarriere
Myrberg ist in Avesta aufgewachsen und wurde fünffacher Schwedischer Meister; 1985, 1986 und 1988 im Halbweltergewicht, sowie 1983 und 1987 im Weltergewicht.
Bei der Europameisterschaft 1987 in Turin, verlor er erst im Viertelfinale gegen Wassili Schischow und erreichte damit einen fünften Platz im Weltergewicht. Daraufhin startete er im Halbweltergewicht bei den Olympischen Sommerspielen 1988 in Seoul. Er besiegte Handhal Mohamed Al-Harithy, Ahmad Mayez Khanji, den Vizeweltmeister Howard Grant und Humberto Rodríguez. Erst im Halbfinale unterlag er Grahame Cheney.
Am 12. Januar 1996 bestritt er in Kopenhagen seinen ersten und einzigen Profikampf, den er durch TKO in der dritten Runde gewann.

## Sonstiges
Nach seiner Wettkampfkarriere war er als Boxtrainer, aber auch journalistisch im Boxsport tätig. Er war langjähriger TV-Kommentator und unter anderem Chefredakteur des inzwischen eingestellten Magazins „Swing“.